# Giulio Antonio I Acquaviva d'Aragona
Giulio Antonio Acquaviva, poi Acquaviva d'Aragona (Atri, 1428 circa – Minervino di Lecce, 7 febbraio 1481), è stato un nobile e condottiero italiano, 7º duca di Atri e il 3º principe di Teramo, conte di Conversano, San Flaviano, marchese di Bitonto e signore di Sant'Omero, Corropoli, Acquaviva delle Fonti, Forcella, Castello Vetere, Bisenti, Castiglione, Torri al Tronto, Castorano, Basciano, Notaresco, Mosciano Sant'Angelo, Bellante, Canzano, Morro Montepagano, Padula e Roseto.

## Biografia

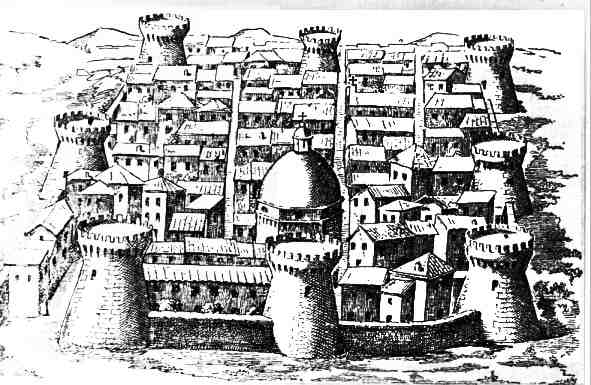
Giulia, la città ideale fatta fondare da Giulio Antonio Acquaviva

Era il figlio di Giosia Acquaviva, 6º duca di Atri e conte di San Flaviano, e di Antonella Migliorati, figlia di Lodovico Migliorati, signore di Fermo (altre fonti suggeriscono che la madre fosse un'altra consorte di Giosia Acquaviva, Maria Caldora, figlia di Jacopo Caldora). 
Dopo la famosa battaglia di San Flaviano tra Francesco Sforza e Niccolò Piccinino (25 luglio 1460), San Flaviano fu saccheggiata dai soldati di Matteo di Capua l'anno successivo e ridotta in macerie. Invece di ripristinare la città, Giulio Antonio Acquaviva nel 1471 preferì costruirne una nuova più in alto vicino alla città antica: Giulia Nova.
Nel 1478 comandò la flotta che sosteneva l'esercito napoletano di re Ferrante d'Aragona, che si era unito alla coalizione costituita da papa Sisto IV contro la Repubblica di Firenze. Per aver guidato e consigliato il duca di Calabria, figlio del re, venne insignito dell'Ordine dell'Ermellino. Inoltre con privilegio del re del Regno di Napoli del 30 aprile 1479, ricevette l'onore di poter aggiungere al suo cognome il nome di Aragona e di inquartare il blasone di famiglia con le insegne della casa reale.
Nel 1480 si recò in Puglia per combattere i turchi, che avevano devastato Otranto e minacciavano Brindisi. Legò la sua fama alla campagna per la riconquista di Otranto (1481), durante la quale, nonostante l'età avanzata, non volle stare in ozio a Lecce, ma, uscito con i suoi per la terra ed andato verso Otranto, seminò il terrore tra i turchi, che uccise e imprigionò in gran numero.
Qui, durante l'inverno, fu lasciato in qualità di luogotenente dal duca di Calabria Alfonso, che tornò invece a Napoli. Il conte Giulio pose il suo campo a Sternatia e insieme ai propri cavalieri combatté liberando alcuni prigionieri cristiani dai nemici. Durante una zuffa avvenuta di fronte ad Otranto, che durò circa un'ora, gli fu ucciso il cavallo, ma il conte, essendo «non poco agilissimo ancora che l'occupasse il peso dell'arme, dato di mano al stocco haveva fatto opre maravigliose» prima di ritirarsi coi suoi.
(Giovanni Michele Marziano, in Successi dell'armata turchesca nella città d'Otranto nell'anno MCCCCLXXX)
Perdette la vita in un'imboscata occorsa presso Serrano: ferito una prima volta al collo da un colpo di scimitarra che gli procurò una ferita profonda, il conte continuò ugualmente a combattere contro i turchi, finché con un secondo colpo gli fu in tutto reciso il capo, che rotolò al suolo.
(Giovanni Michele Marziano, in Successi dell'armata turchesca nella città d'Otranto nell'anno MCCCCLXXX)
Il suo corpo rimase tuttavia dritto in sella (secondo alcuni per miracolo, secondo altri per via delle barde che si portavano in quei tempi) e fu condotto dal cavallo nei pressi della vicina chiesa di Bagnolo, nel momento in cui si stava celebrando la messa, dove infine cadde, mentre l'animale proseguì fino a Sternatia. I cittadini di quella terra, che molto amavano il conte Giulio e lo conoscevano per non avere pari nell'arte di cavalcare, compresero ciò che era successo, e seguendo la scia di sangue lasciata dalle ferite del cavallo, ritrovarono il suo corpo e lo seppellirono nell'altare maggiore della chiesa di Sternatia. La testa invece, sottratta dai turchi, fu issata su una picca e, dapprima esposta al pubblico ludibrio sui merli del castello di Otranto, venne poi inviata in dono al sultano a Bisanzio, né mai più ai familiari restituita, nonostante le pressioni dello stesso sovrano e l'offerta di un grande riscatto.
Secondo il Sanudo, la sua testa fu invece successivamente recuperata dal duca Alfonso in seguito ad un ultimo assalto alle galee turche che da Otranto facevano ritorno a Valona.
(Giovanni Michele Marziano, in Successi dell'armata turchesca nella città d'Otranto nell'anno MCCCCLXXX)
Il suo corpo fu successivamente traslato a Conversano e sepolto, assieme alla moglie, nella chiesa di Santa Maria dell'Isola, in un monumento funebre realizzato dallo scultore pugliese Nuzzo Barba.
Nel 2022 il Rotary Club Teramo Est, con importante cerimonia, ha eretto in Piazza Buozzi, vicino alla Chiesa di San Flaviano, un busto in pietra della Maiella per ricordare il fondatore di Nuova Giulia.

## Discendenza
Giulio Antonio Acquaviva ebbe nel 1446 come prima moglie Giacoma Camponeschi, figlia di Luigi, conte di Montorio; si risposò poi nel 1456 con Caterina Orsini del Balzo, contessa di Conversano, figlia naturale del principe di Taranto Giovanni Antonio Orsini del Balzo, dalla quale ebbe quattro figli e una figlia:
- Giovanni Antonio, marchese di Bitonto, morto durante un suo soggiorno a Pisa;
- Andrea Matteo, duca di Atri e conte di Conversano e Giulianova, il quale sposò in prime nozze Isabella Piccolomini Todeschini d'Aragona, figlia di Antonio, 1º duca di Amalfi e conte di Celano, e, rimasto vedovo, nel 1509 in seconde nozze Caterina della Ratta;
- Donato, vescovo di Conversano dal 1499 al 1528;
- Belisario, condottiero, 1º duca di Nardò e 14º conte di Conversano, il quale sposò Sveva Sanseverino;
- Paola, andata in sposa prima nel 1500 ad Onorato Sanseverino e poi nel 1521 ad Antonio Cantelmo[9].

Giulio Antonio Acquaviva si risposò poi in terze nozze con Maria Spinelli.

## Ascendenza
|                                      |                    |                     | Genitori            |  |  | Nonni |  |  | Bisnonni          |  |  | Trisnonni        |  |
|                                      |                    |                     |                     |  |  |       |  |  | Antonio Acquaviva |  |  | Matteo Acquaviva |  |
|                                      |                    |                     |                     |  |  |       |  |  | Antonio Acquaviva |  |  | Matteo Acquaviva |  |
|                                      |                    | Jacopa Sanseverino  |                     |  |  |       |  |  | Antonio Acquaviva |  |  |                  |  |
| Andrea Matteo I Acquaviva            |                    |                     |                     |  |  |       |  |  | Antonio Acquaviva |  |  |                  |  |
|                                      |                    | Ceccarella Cantelmo | Restaino Cantelmo   |  |  |       |  |  |                   |  |  |                  |  |
|                                      |                    | Ceccarella Cantelmo | Restaino Cantelmo   |  |  |       |  |  |                   |  |  |                  |  |
|                                      |                    | Ceccarella Cantelmo | Tommasa di Raiano   |  |  |       |  |  |                   |  |  |                  |  |
| Giosia Acquaviva                     |                    | Ceccarella Cantelmo |                     |  |  |       |  |  |                   |  |  |                  |  |
|                                      |                    | Andrea Tomacelli    | Giacomo Tomacelli   |  |  |       |  |  |                   |  |  |                  |  |
|                                      |                    | Andrea Tomacelli    | Giacomo Tomacelli   |  |  |       |  |  |                   |  |  |                  |  |
|                                      |                    | Andrea Tomacelli    | Verdella Caracciolo |  |  |       |  |  |                   |  |  |                  |  |
| Caterina Tomacelli                   |                    | Andrea Tomacelli    |                     |  |  |       |  |  |                   |  |  |                  |  |
|                                      |                    | Jacopa di Vico      | ?                   |  |  |       |  |  |                   |  |  |                  |  |
|                                      |                    | Jacopa di Vico      | ?                   |  |  |       |  |  |                   |  |  |                  |  |
|                                      |                    | Jacopa di Vico      | ?                   |  |  |       |  |  |                   |  |  |                  |  |
| Giulio Antonio I Acquaviva d'Aragona |                    | Jacopa di Vico      |                     |  |  |       |  |  |                   |  |  |                  |  |
|                                      | Antonio Migliorati | ?                   |                     |  |  |       |  |  |                   |  |  |                  |  |
|                                      | Antonio Migliorati | ?                   |                     |  |  |       |  |  |                   |  |  |                  |  |
|                                      | Antonio Migliorati | ?                   |                     |  |  |       |  |  |                   |  |  |                  |  |
| Lodovico Migliorati                  | Antonio Migliorati |                     |                     |  |  |       |  |  |                   |  |  |                  |  |
|                                      |                    | Antonella ?         | ?                   |  |  |       |  |  |                   |  |  |                  |  |
|                                      |                    | Antonella ?         | ?                   |  |  |       |  |  |                   |  |  |                  |  |
|                                      |                    | Antonella ?         | ?                   |  |  |       |  |  |                   |  |  |                  |  |
| Antonella Migliorati                 |                    | Antonella ?         |                     |  |  |       |  |  |                   |  |  |                  |  |
|                                      |                    | ?                   | ?                   |  |  |       |  |  |                   |  |  |                  |  |
|                                      |                    | ?                   | ?                   |  |  |       |  |  |                   |  |  |                  |  |
|                                      |                    | ?                   | ?                   |  |  |       |  |  |                   |  |  |                  |  |
| Bellafiore Da Carrara                |                    | ?                   |                     |  |  |       |  |  |                   |  |  |                  |  |
|                                      |                    | ?                   | ?                   |  |  |       |  |  |                   |  |  |                  |  |
|                                      |                    | ?                   | ?                   |  |  |       |  |  |                   |  |  |                  |  |
|                                      |                    | ?                   | ?                   |  |  |       |  |  |                   |  |  |                  |  |
|                                      |                    | ?                   |                     |  |  |       |  |  |                   |  |  |                  |  |